# Úlcera corneal
La úlcera corneal es una enfermedad ocular que se define como la pérdida de continuidad en la superficie epitelial de la córnea que se asocia a necrosis o destrucción del tejido subyacente. La córnea es la región más superficial de la porción anterior del ojo y su transparencia es fundamental para una visión correcta. Cuando se producen úlceras en la córnea, estas pueden provocar graves secuelas, como perforación y perdida de transparencia por cicatrización, lo cual ocasiona visión deficiente. Las causas son muy variadas y se dividen generalmente en infecciosas, por ejemplo por el virus del herpes zóster, secundarias a traumatismos sobre el ojo o debidas a otras enfermedades, como artritis reumatoide, síndrome de Sjogren o distrofia corneal. Con frecuencia en la aparición y mantenimiento de las úlceras corneales intervienen varios factores.

## Clasificación
Dependiendo de la evolución del proceso, las úlceras corneales pueden clasificarse en úlceras simples y complicadas.  En condiciones normales el proceso de cicatrización de la córnea puede conducir a la curación del proceso en un plazo breve de tiempo, inferior a 72 horas. Cuando esto no ocurre y se producen complicaciones, el cuadro se define como úlcera complicada.

## Síntomas
Los síntomas principales son dolor ocular, lagrimeo y mayor sensibilidad a la luz. En algunos casos se producen cicatrizaciones anómalas que hacen que la córnea pierda su transparencia y como consecuencia se produce disminución de la capacidad visual. En los casos graves tiene lugar la perforación de la córnea con afectación del polo anterior del ojo y pérdida importante de visión.

## Agentes infecciosos
Numerosos gérmenes pueden estar implicados en la aparición o perpetuación de las úlceras corneales. Entre las bacterias que se detectan en los estudios microbiológicos se encuentran streptococcus pneumoniae que se asocia a traumatismos oculares, Staphylococcus aureus que provoca úlceras redondeadas a veces profundas, pseudomonas que suelen desarrollarse sobre una lesión previa y tiende a provocar una extensión rápida del proceso. Los hongos, sobre todo candidas y aspergillus son poco frecuentes como causantes de úlcera, pero pueden provocar manifestaciones graves por necrosis y penetración en la cámara anterior del ojo. Las úlceras por virus suelen deberse al virus del herpes simple y ocasionan lesiones de aspecto ramificado característico. En ocasiones las úlceras se deben a amebas o una combinación de varios agentes infecciosos.

## Tratamiento
No existe un tratamiento único para las úlceras corneales, pues este depende de la causa que la ha originado y la gravedad de la afección. Cuando está producida por bacterias se emplean medicamentos antibióticos, antivirales si la causa son virus o antimicóticos en los casos poco frecuente en que el agente causal son hongos.  En ocasiones se utilizan agentes antiinflamatorios tópicos o midriáticos que pueden favorecer el proceso de curación. Se desaconseja el uso de lentes de contacto pues favorecen la perpetuación del mal. Si el proceso no evoluciona bien puede ser necesaria la cirugía. Nunca debe aplicarse tratamiento sin la supervisión de un profesional de la salud.

## Úlceras y lentes de contacto
El empleo de lentes de contacto puede favorecer la aparición de queratitis y úlceras corneales. Por ello las personas que las utilizan deben emplearlas de forma adecuada y mantener unas medidas higiénicas y de desinfección correctas.